# Spilarctia leopardina
Spilarctia leopardina là một loài bướm đêm thuộc phân họ Arctiinae, họ Erebidae.